# Ju-ken
Ju-ken (как правило, записывается латиницей — Ju-ken, а в японском произношении — яп. ジューケン дзю-кэн), также известен как 19 ¥ [jukyu yen] и 獣犬 [Ju Ken] — японский сессионный басист.

## Биография
Ju-ken родился 27 июня 1971 года в Фунабаси, префектура Тиба, Япония. Увлекся музыкой в возрасте 10 лет; первой его пластинкой были Duran Duran.
Его профессиональная деятельность в качестве музыканта началась в 27 лет, когда его пригласили поработать в студию с Heath (X-Japan).
В 2003 году Ju-ken принял участие в проекте Анны Цутии и K.A.Z - Spin Aqua, снялся в клипе на песню «Paper Moon». Начиная с 2007 года, уже после распада группы, он продолжил сотрудничать с Анной, также снявшись в нескольких клипах.
В 2003 году его пригласили принять участие в записи альбома Gackt - «Crescent». А с 2004 он стал полноправным участником GacktJob. Сам Gackt в интервью, опубликованном в фотобуке «The Sixth Day & Seventh Night» (2004), сказал: «Когда Ju-ken только присоединился к группе, я сомневался, всё ли будет в порядке, но несмотря на жесткое расписание он стал душой компании, за что я ему очень благодарен. Кроме того, он действительно хороший басист. Он задает настрой в гримерке и на сцене, что, по моему мнению, очень редко встречается среди басистов. В туре с ним не было скучно — он очень весёлый парень и открыто выражает свои чувства».
В 2003 же году Ju-ken присоединился к вокалисту и гитаристу Schon и барабанщику Shue, создав, таким образом, трио под названием CRAVE. В июне того года вышел их первый альбом с одноимённым названием.
Примерно с 2005 года Ju-ken начал работать с Томоясу Хотэем. Принял участие в качестве сессионного музыканта в туре «HOTEI and The WANDERERS FUNKY PUNKY TOUR 2007-2008».
В 2008 году Ju-ken был приглашен в проект K.A.Z и HYDE - VAMPS, в качестве саппорт-басиста. Сотрудничество началось с записи сингла «Love addict», а после, несмотря на желание Хайда сохранить за юнитом звание дуэта, Ju-ken продолжил выступать в качестве саппорта, на деле входя в постоянный состав группы. С VAMPS Ju-ken неоднократно побывал в Америке, Европе и странах Азии. Единственный сингл группы записанный без него - «Evanescent».
5 марта 2014 года вышел мини-альбом Kamijo «Symphony Of The Vampire», в записи которого Ju-ken принимал участие.
Помимо сторонних проектов у Ju-ken есть сольный проект под названием Derailers. 3 декабря 2014 года группа выпустила первый альбом - A.R.T..

## Сотрудничество
- Анна Цутия
- Berry
- Brian Setzer
- BuG
- Case
- Char
- Crave
- Day After Tomorrow
- Days
- D.I.E.
- Ends
- Fake?
- Gackt
- Heath
- Hellmetz
- Томоясу Хотэй
- HYDE
- Inoran
- Juon
- Каори Мориуака
- Kiyoshi
- LIV
- machine
- Маи Хосимура
- Масахару Фукуяма
- Мика Накасима
- m.o.v.e
- Oblivion Dust
- QUINTILLION QUIZ
- Sayaka
- Shue (酒井愁)
- Spin Aqua
- S.Q.F.
- S.K.I.N.
- VAMPS
- The Wanderers
- Wipe

## Дискография

### Anna Tsuchiya
- Anna Tsuchiya Inspi' Nana (Black Stones) (CD+DVD) (2007)
- Bubble Trip/Sweet Sweet Song (CD+DVD) (2007)
- Anna Tsuchiya feat. AI — Crazy World (CD+DVD) (2008)
- Nudy Show! (2008)

#### DVD
- 1st Live Tour Blood Of Roses (DVD) (2007)

### Derailers

#### Альбомы
- A.R.T. (03.12.2014)

### Ends
- Live 2005 Total Tone DVD (2005)

### Fake?
- Live tour «?» final at Shibuya-AX DVD (2005)

### Gackt

#### Альбомы
- Crescent (2003)
- 7th night ~unplugged~ (2004)
- Love Letter (2005)
- Diabolos (2005)

#### Синглы
- Todokanai ai to shitteita no ni osaekirezu ni aishitsuzuketa (2005)
- Metamorphoze (2005)
- BLACK STONE (2005)
- Love Letter (2006)
- Redemption (2006)
- RETURNER ～闇の終焉～ (2007)
- Jesus (Limited edition) (2008)

#### DVD
- Live Tour 2004 The Sixth Day & Seventh Night~Final~ (2004)
- DIABOLOS ~Aien no Uta~ in Korea (2006)
- Live Tour 2005 DIABOLOS ~Aien no Uta to Seiya no Namida~ (2006)
- Greatest Filmography 1999—2006 ~Red~ (2007)
- Greatest Filmography 1999—2006 ~Blue~ (2007)
- Training Days 2006 Drug Party ~ Zepp Tokyo Live (2007)
- Training Days in Taiwan Drug Party Asia Tour (2007)
- Training Days in Korea Drug Party Asia Tour (2007)
- Nine*Nine (2008)

- Platinum Box V (2004)
- Platinum Box VI (2005)
- Platinum Box VII (2006)
- Platinum Box VIII (2008)
- Platinum Box IX (2009)

### Хотэй Томоясу

#### DVD
- MONSTER DRIVE PARTY!!! (2005)
- All Time Super Best Tour (2006)
- Super Soul Sessions (2007)
- Hotei and The Wanderers — Funky Punky Tour 2007—2008 (2008)

### Inoran
- ニライカナイ (Niraikanai) (CD+DVD) (2007)

### Shue (酒井愁)
- 夜露死苦哀愁 (CD) (2007): автор музыки «M-2.die in peace»

### VAMPS

#### Синглы
- Love Addict (02.07.2008)
- I GOTTA KICK START NOW	(13.03.2009)
- SWEET DREAMS	(30.09.2009)
- DEVIL SIDE	(12.05.2010)
- ANGEL TRIP	(09.06.2010)
- MEMORIES	(15.12.2010)
- AHEAD/REPLAY	(03.07.2013)
- GET AWAY/THE JOLLY ROGER	(20.08.2014)
- VAMPIRE’S LOVE (08.10.2014)

#### Альбомы
- Vamps	(13.06.2009)
- Beast	(28.07.2010)
- Sex Blood Rock n’Roll	(25.09.2013)
- Bloodsuckers (29.10.2014)

#### DVD
- Vamps Live 2008 (04.02.2009)
- Vamps Live 2009 U.S.A. (17.03.2010)
- Vamps Live 2009 (12.05.2010)
- Vamps Live 2010 World Tour Chile (13.07.2011)
- VAMPS Live 2010 Beauty and the Beast Arena (15.02.2012)
- VAMPS Live 2012 (24.04.2013)
- VAMPS Live 2014: London (25.06.2014)

## Оборудование
Ju-ken в основном использует изготовленные вручную бас-гитары Sugi, а также vintage и custom shop бас-гитары Fender

### Бас-гитары Sugi
- Sugi Burst
- Sugi Tiki
- Sugi Nero
- Sugi Daruma
- Sugi Spiderman
- Sugi Bel Verde

### Бас-гитары Fender
- Fender American Deluxe Jazz Bass (как минимум 2)
- Fender '65 vintage Jazz Bass
- Fender '73 vintage Jazz Bass
- Fender '73 vintage Precision Bass
- Fender '78 vintage Precision Bass
- Fender Precision Bass (современная модель)
- Fender Custom Shop Jazz Bass

### Другие бас-гитары
- Spector NS-2
- Musicman Stingray
- Акустический бас Michael Kelly Dragon Fly

### Другие инструменты
- Гитара Paul Reed Smith Singlecut/20th Artist Package
- Неопознанный контрабас

### Усилители и кабинеты
- Усилитель Fender 400h
- Кабинет Fender 810 Pro Enclosures
- Комбо-усилитель MarkBass Mini Cmd 151p

### Другое оборудование
- Мобильный цифровой рекордер Fostex FR-2LE
- Стерео микрофон Fostex MC11S
- Наушники Fostex T50RP

## Интересные факты
- Также известен как «Ju-ken The Bass».
- Его любимые группы: Red Hot Chili Peppers, Fall Out Boy, Tool, Avenged Sevenfold.
- Ju-ken обладатель редкого мотоцикла Harley-Davidson XL50 1200 Custom Sportster, цвета Mirage Pearl Orange.
- Он любит коллекционировать ботинки, кататься на мотоцикле, играть на бас-гитаре и заниматься серфингом.
- Его любимая еда это якинику (японское барбекю) и суши.
- У него живёт собака породы французский бульдог по имени Appolo.